# امامزاده عبدالله و موسی
امامزاده عبدالله و موسی از فرزندان ابوالعباس بودند که در سال ۵۰۰ قمری زندگی می‌کرد.

## ساختار
بنای قبلی این امامزادگان از خشت و گل بود طی سالیان گذشته تخریب شد که مربوط به دوره صفویه بود. در طول سالیان زیادی نگه داری و ترمیم و رنگ امیزی شد. بالای بقعه، گنبدی غنچه ای به قطر ۳ متر و ارتفاع بیش از ۴ متر قرار داشت که با رنگ سبز رنگ آمیزی شده بود.
این بنای ساده و کوچک برای ساخت بنایی بزرگتر تخریب شد و بنایی به مساحت ۷۵۰ متر مربع پی ریزی شدکه ساخت آن تا کنون ادامه دارد، بزرگترین امامزاده از نظر زیر بنا و مساحت در شهرستان داراب می‌باشد.
ضریح امامزاداگان عبدالله و موسی با آب طلا و نقره ساخته شده‌است.

## نسب امامزادگان
این دو برادر، از سادات موسوی به‌شمار می‌آیند.
امامزاده موسی و عبدالله محمد، فرزندان ابوالعباس احمد بن ابی عبدالله حسین بن ابراهیم العسکری بن موسی الثانی ابی السبحه بن ابراهیم المرتضی بن امام موسی کاظم

## فرزندان

### امامزاده موسی
ابوعبدالله علی و علی

### امامزاده عبدالله
محمد الرئیس، علی، حسین و ابراهیم

## محل دفن
بقعه این امامزادگان در انتهای روستای فتح‌آباد در بخش جنت شهر در ۲۶ کیلومتری جنوب شرقی شهرستان داراب استان فارس  واقع شده‌است.